# Aphanes cuneifolia
Aphanes cuneifolia là loài thực vật có hoa trong họ Hoa hồng. Loài này được (Nutt.) Rydb. mô tả khoa học đầu tiên năm 1908.